# Àlgebra de Lie lineal especial
En matemàtiques, l'àlgebra de Lie lineal especial d'ordre n sobre un camp {\displaystyle F}, denotada {\displaystyle {\mathfrak {sl}}_{n}F} o {\displaystyle {\mathfrak {sl}}(n,F)}, és l'àlgebra de Lie de totes les matrius {\displaystyle n\times n} (amb entrades en {\displaystyle F} ) amb traça zero i amb el suport de Lie {\displaystyle [X,Y]:=XY-YX} donat pel commutador. Aquesta àlgebra està ben estudiada i s'entén, i sovint s'empra com a model per a l'estudi d'altres àlgebres de Lie. El grup Lie que genera és el grup lineal especial.

## Aplicacions
L'àlgebra de Lie {\displaystyle {\mathfrak {sl}}_{2}\mathbb {C} } és fonamental per a l'estudi de la relativitat especial, la relativitat general i la supersimetria: la seva representació fonamental és l'anomenada representació de l'espinor, mentre que la seva representació adjunta genera el grup de Lorentz SO(3,1) de la relativitat especial.
L'àlgebra {\displaystyle {\mathfrak {sl}}_{2}\mathbb {R} } juga un paper important en l'estudi del caos i els fractals, ja que genera el grup de Möbius SL(2,R), que descriu els automorfismes del pla hiperbòlic, la superfície de Riemann més simple de curvatura negativa; per contra, SL(2,C) descriu els automorfismes de la bola hiperbòlica 3-dimensional.

## Teoria de la representació

### Teoria de representació de sl2C
L'àlgebra de Lie {\displaystyle {\mathfrak {sl}}_{2}\mathbb {C} } és una àlgebra de Lie complexa tridimensional. La seva característica definitòria és que conté una base {\displaystyle e,h,f} satisfer les relacions de commutació
{\displaystyle [e,f]=h}, {\displaystyle [h,f]=-2f}, and {\displaystyle [h,e]=2e}.
Aquesta és una base de Cartan-Weyl {\displaystyle {\mathfrak {sl}}_{2}\mathbb {C} }. Té una realització explícita en termes de matrius complexes de 2 per 2 amb traça zero:
{\displaystyle E={\begin{bmatrix}0&1\\0&0\end{bmatrix}}}, {\displaystyle F={\begin{bmatrix}0&0\\1&0\end{bmatrix}}}, {\displaystyle H={\begin{bmatrix}1&0\\0&-1\end{bmatrix}}}.
Aquesta és la representació fonamental o definitòria {\displaystyle {\mathfrak {sl}}_{2}\mathbb {C} }.
L'àlgebra de Lie {\displaystyle {\mathfrak {sl}}_{2}\mathbb {C} } es pot veure com un subespai de la seva àlgebra envoltant universal {\displaystyle U=U({\mathfrak {sl}}_{2}\mathbb {C} )} i, en {\displaystyle U}, hi ha les següents relacions de commutador mostrades per inducció:
{\displaystyle [h,f^{k}]=-2kf^{k},\,[h,e^{k}]=2ke^{k}} ,
{\displaystyle [e,f^{k}]=-k(k-1)f^{k-1}+kf^{k-1}h}
Cal tenir en compte que, aquí, els poders {\displaystyle f^{k}}, etc. es refereixen a les potències com a elements de l'àlgebra U i no a les potències de la matriu. El primer fet bàsic (que es desprèn de les relacions de commutador anteriors) és:
Lema — Sigui V una representació de {\displaystyle {\mathfrak {sl}}_{2}\mathbb {C} } i v una representació en ella. Fent {\displaystyle v_{j}={1 \over j!}f^{j}\cdot v} per tot =0,1,... si v és un vector propi per l'acció d'h, és a dir, {\displaystyle h\cdot v=\lambda v} per nombres complexos {\displaystyle \lambda } tal que:
- {\displaystyle h\cdot v_{j}=(\lambda -2j)v_{j}}
- {\displaystyle e\cdot v_{j}={1 \over j!}f^{j}\cdot e\cdot v+(\lambda -j+1)v_{j-1}}
- {\displaystyle f\cdot v_{j}=(j+1)v_{j+1}}

D'aquest lema, es dedueix el següent resultat fonamental:
Teorema — Sigui V una representació de {\displaystyle {\mathfrak {sl}}_{2}\mathbb {C} } que pot tenir dimensió infinita i un vector v dins V que és vector ponderat {\displaystyle {\mathfrak {b}}=\mathbb {C} h+\mathbb {C} e}(b en subàlgebra Borel), Llavors:
- {\displaystyle v_{j}} no nuls són linealment independents.
- si cap {\displaystyle v_{j}} és nul, llavors els valors propis h de v és un nombre enter no negatiui N>=0 tal que {\displaystyle v_{0},v_{1},\dots ,v_{N}} són no nuls i {\displaystyle v_{N+1}=v_{N+2}=\cdots =0}. Àdhuc, el subespai definit per {\displaystyle v_{j}} és {\displaystyle {\mathfrak {sl}}_{2}\mathbb {C} }.

La primera afirmació és certa des dels dos {\displaystyle v_{j}} és zero o té {\displaystyle h} -valor propi diferent dels valors propis dels altres que són diferents de zero. dient {\displaystyle v} és a {\displaystyle {\mathfrak {b}}}-pess vector equival a dir que és alhora un vector propi de {\displaystyle h} i {\displaystyle e}; un breu càlcul mostra llavors que, en aquest cas, el {\displaystyle e}-valor propi de {\displaystyle v} és zero: {\displaystyle e\cdot v=0}. Així, per a algun nombre enter {\displaystyle N\geq 0}, {\displaystyle v_{N}\neq 0,v_{N+1}=v_{N+2}=\cdots =0} i en particular, pel lema anterior,
{\displaystyle 0=e\cdot v_{N+1}=(\lambda -(N+1)+1)v_{N},}

### Teoria de representació de slnC
Quan {\displaystyle {\mathfrak {g}}={\mathfrak {sl}}_{n}\mathbb {C} =\operatorname {\mathfrak {sl}} V} per a un espai vectorial complex {\displaystyle V} de dimensió {\displaystyle n}, cada representació irreductible de dimensions finites de {\displaystyle {\mathfrak {g}}} es pot trobar com una subrepresentació d'una potència tensor de {\displaystyle V}.
L'àlgebra de Lie es pot realitzar explícitament com una matriu àlgebra de Lie sense traça {\displaystyle n\times n} matrius. Aquesta és la representació fonamental per {\displaystyle {\mathfrak {sl}}_{n}\mathbb {C} }.